# Шатијон сир Туе
Шатијон сир Туе (фр. Châtillon-sur-Thouet) насеље је и општина у западној Француској у региону Поату-Шарант, у департману Де Севр која припада префектури Партне.
По подацима из 2011. године у општини је живело 2791 становника, а густина насељености је износила 169,67 становника/km². Општина се простире на површини од 16,45 km². Налази се на средњој надморској висини од 160 метара (максималној 186 m, а минималној 117 m).

## Демографија
| 1962. | 1968. | 1975. | 1982. | 1990. | 1999. | 2011. |
| ----- | ----- | ----- | ----- | ----- | ----- | ----- |
| 898   | 1.306 | 2.323 | 2.874 | 2.769 | 2.727 | 2.791 |

График промене броја становника у току последњих година